# Northern Division (Fidschi)
Die Northern Division ist eine der vier Divisionen des Pazifikstaates Fidschi. Sie setzt sich aus den Provinzen Bua, Cakaudrove und Macuata zusammen und besteht aus den Inseln Vanua Levu, Taveuni und mehreren kleineren Inseln in der Umgebung.
Die Northern Division hat eine Landfläche von 6199 km², Hauptstadt der Division ist Labasa auf Vanua Levu. Beim Zensus des Jahres 2007 wurden in der Northern Division 135.961 Einwohner gezählt, darunter 75.358 iTaukei (indigene Fidschianer) und 52.844 Fidschi-Inder.